# Șoșdea

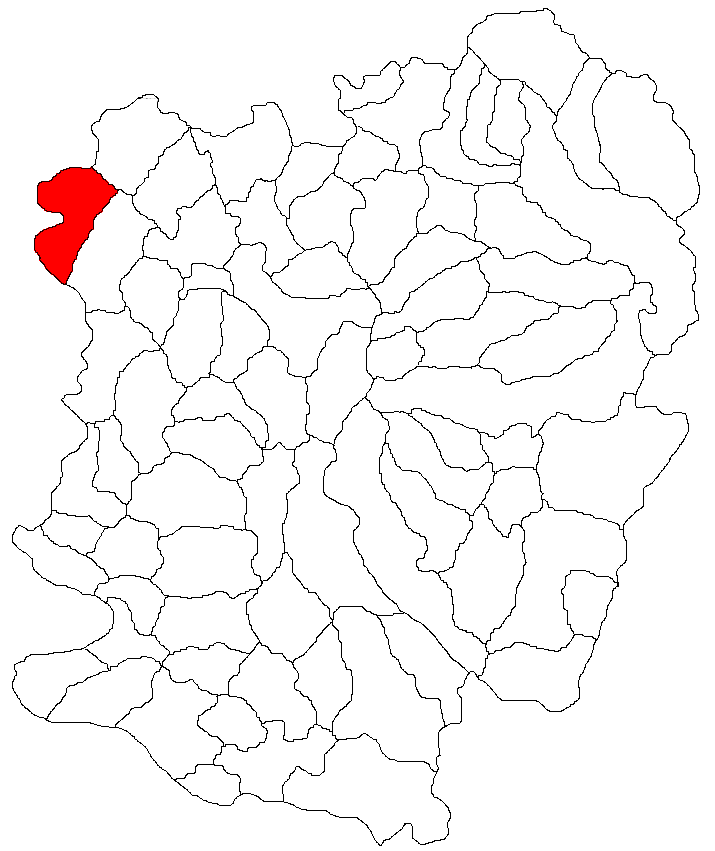
Lage der Gemeinde Măureni im Kreis Caraș-Severin

Șoșdea (veraltet Sorjdea; deutsch Schoschdea oder Waldau, ungarisch Sósd) ist ein Dorf im Kreis Caraș-Severin in der Region Banat in Rumänien. Das Dorf Șoșdea gehört zur Gemeinde Măureni.

## Geografische Lage
Șoșdea liegt im Nordwesten des Kreises Caraș-Severin, an der Grenze zum Kreis Timiș, am rechten Bârzavaufer, etwa 50 Kilometer südöstlich von Timișoara.

## Nachbarorte
| Șipet  | Tormac                                      | Ersig     |
| Sculia | Kompassrose, die auf Nachbargemeinden zeigt | Ramna     |
| Gătaia | Măureni                                     | Gherteniș |

## Geschichte
Șoșdea wurde 1369 erstmals urkundlich erwähnt, als das Gut im Besitz von Sosdi Himfi war. In den Aufzeichnungen des Gelehrten Luigi Ferdinando Marsigli von 1690–1700 gehörte der Ort zu dem Distrikt Bocșa, Kreis Severin. 1386 erscheint der Woiwode Stefan Sosdi in den Urkunden der Zeit. 
Auf der Josephinischen Landaufnahme von 1717, ist Schorsda mit 100 Häusern eingetragen und gehört zum Distrikt Ciacova. 
1776 erscheint die Ortschaft Schorta auf der Griselini-Karte, 1779 gehörte Schosdia zum Komitat Temes, Distrikt Ciacova, Kreis Bârzava.
1909 wurde das Gut des Besitzers Baiersdorf von der Landwirtschaftsbank aufgekauft, parzelliert und an Deutsche aus Liebling, Franzfeld, Butin, Dejan, Făget, Wetschehausen und Kleinschemlak verkauft, die die Kolonie Waldau gründeten. Die Nachbardörfer nannten den Ort Baiersdorf nach dem ehemaligen Grundherrn. Waldau war das letzte Dorf im Banat, in dem Deutsche angesiedelt wurden. Die Rumänen nannten den Ort Șoșdea-Nouă (Klein-Schoschdea).
In der Zwischenkriegszeit gehörte die Ortschaft zu Gătaia, Kreis Timiș-Torontal.
Seit 1968 gehört Șoșdea zur Gemeinde Măureni.

## Demografie
| 1880 | 951  | 889  | 23  | 27  | 12 |
| 1910 | 1793 | 1156 | 209 | 424 | 4  |
| 1930 | 1598 | 1261 | 69  | 245 | 23 |
| 1977 | 1155 | 1134 | 8   | -   | 5  |
| 1992 | 854  | 850  | 3   | -   | 1  |
| 2002 | 916  | 903  | 5   | -   | 8  |
| 2011 | 920  | 894  | 5   | -   | 21 |